# ミハイル・サヴィツキー

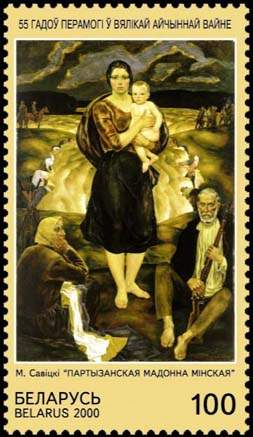
ベラルーシの切手に描かれたサヴィツキーの"Partisan Madonna"

ミハイル・サヴィツキー（ベラルーシ語: Міхаіл Савіцкі、1922年2月18日 - 2010年11月8日）とは、ベラルーシの画家である。
1941年から第二次世界大戦の東部戦線で従軍したがナチス・ドイツの捕虜となり、終戦まで収容所に拘束されていた。
代表作に1967年の"Partisan Madonna"がある。芸術における業績のため、2006年にベラルーシ英雄を授与された。

## 生涯
1922年2月18日にミハイル・サヴィツキーはベラルーシのヴィーツェプスク州のズヴェニャチという村で生まれた。サヴィツキーが19歳の時にベラルーシは第二次世界大戦に巻き込まれ（大祖国戦争）、サヴィツキーは第345歩兵師団の一部である高射砲部隊に従軍する。20歳になったサヴィツキーはセヴァストポリ包囲戦に参加し、戦闘は250日に及んだ。戦闘の後に捕虜となったサヴィツキーはデュッセルドルフに移され、ブーヘンヴァルト強制収容所、ダッハウ強制収容所に移送される。1945年4月29日、ダッハウに収容されていたサヴィツキーはアメリカ軍に解放され、自由の身になる。
戦後、軍を除隊したサヴィツキーは芸術の研究を継続する。1951年にミンスク芸術大学を卒業した後モスクワのスリコフ芸術学院に移って研究を続け、1957年にスリコフ芸術学院を卒業した。サヴィツキーはミンスクで生活を営み、1989年から1991年まで「絵画・製図・彫刻創作理論工房」という州の文化機関の代表を務めていた。
国際スラブアカデミーの会員となり、1997年にフランツィスク・スカリナ勲章を授与された。晩年にサヴィツキーは大病に罹り、2010年11月28日に没した。

## 作品
作品のテーマの多くは、常に彼の心を悩ませていた戦争に焦点を当てている。"Partisan Madonna"は農民の母親を描いた絵画であり、人々はこれをベラルーシで起きた戦いの象徴と捉え、サヴィツキーに名声をもたらした。"Partisan Madonna"には制作の時期が異なる二つのバージョンがあり、それぞれミンスクのベラルーシ国立美術館とモスクワのトレチャコフ美術館に収蔵されている。
1980年に制作された"Leaving in the Night"はサヴィツキーの後期の作品の一つであり、母と娘が描かれている。娘は戦禍から家族を守るためにゲリラ部隊に加わろうとし、力に満ちた母親は娘と二度と会えないことを知りながらも送り出している。娘の顔は恐怖と悲しみに満ちているが、これは第二次世界大戦でのベラルーシの民衆を表している。娘は怯えているものの力強く、自分の年齢や性別に関係なく、家族のために戦おうとしている。

## 受賞歴

### ソビエト連邦
- ソビエト連邦国家賞
- ソ連人民芸術家
- орден «Знак Почёта»（1967年）
- 労働赤旗勲章（1972年）
- レーニン勲章（1982年）

### ベラルーシ共和国
- フランツィスク・スカリナ勲章（1997年）
- ベラルーシ英雄（英語版）（2006年）